# Charles Thomas Kowal
| 1876 Napolitania  | 31. siječnja 1970   |                         |
| 1939 Loretta      | 17. listopada 1974  |                         |
| 1981 Mida         | 6. ožujka 1973.     |                         |
| 2060 Hiron        | 18. listopada 1977. |                         |
| 2063 Bakho        | 24. travnja 1977.   |                         |
| 2102 Tantal       | 27. prosinca 1975.  |                         |
| 2134 Dennispalm   | 24. prosinca 1976.  |                         |
| 2241 Alkatoj      | 22. studenoga 1979. |                         |
| 2340 Hathor       | 22. listopada 1976. |                         |
| 2594 Akamant      | 4. listopada 1978.  |                         |
| 2629 Rudra        | 13. rujna 1980.     |                         |
| 3163 Randi        | 28. kolovoza 1981.  |                         |
| 3924 Birch        | 11. veljače 1977.   | suotkrivatelj E. Bowell |
| 4312 Knacke       | 29. studenoga 1978. | suotkrivatelj S. J. Bus |
| 4596 1981 QB      | 28. kolovoza 1981.  |                         |
| 4688 1980 WF      | 29. studenoga 1980. |                         |
| (5660) 1974 MA    | 26. lipnja 1974.    |                         |
| (24617) 1978 WU   | 29. studenoga 1978. | suotkrivatelj S. J. Bus |
| (73669) 1981 WL2  | 25. studenoga 1981. |                         |
| (99953) 1978 ND   | 7. srpnja 1978.     |                         |
| (178284) 1978 WB1 | 29. studenoga 1978. |                         |
| (306375) 1980 RG1 | 13. rujna 1980.     |                         |

Charles Thomas Kowal (Buffalo, New York, 8. studenoga 1940. - Cinebar, Washington, 28. studenoga 2011.), američki astronom. Poznat po otkrićima objekata u vanjskom Sunčevu sustavu. Završio Sveučilište Južne Kalifornije. Radio je na Caltechovom opservatoriju Hale, STScl-u i APL-u. Pridonio promatranjima Fritza Zwickyja i njegovom šestosvešćanom Katalogu. Bio je suautor 1., 5. i 6. sveska. (Su)otkrio više svemirskih tijela: malih planeta, kometa (99P/Kowal, 104P/Kowal, 134P/Kowal-Vávrová, 143P/Kowal-Mrkos, 158P/Kowal-LINEAR (Hironov kometni opis 95P/Chiron)), mjeseca (Jupiterovi mjeseci Ledu 1974. i Temisto 19757.), 81 supernovu te galaktike. 1977. otkrio je mali planet i komet 2060 Hiron.

## Nagrade
- Medalja Jamesa Craiga Watsona 1979.